# Filip Stojković
Filip Stojković (in serbo Филип Стојковић?; Ćuprija, 22 gennaio 1993) è un calciatore serbo naturalizzato montenegrino, difensore del Buriram Utd e della nazionale montenegrina.

## Carriera

### Nazionale
Nel 2015 ha partecipato agli Europei Under-21.

## Palmarès

### Club

#### Competizioni nazionali
- Campionato serbo: 2

Stella Rossa: 2017-2018, 2018-2019
- Coppa di Serbia: 2

Stella Rossa: 2011-2012
Cukaricki: 2014-2015